# Boloderma cadmus
Boloderma cadmus là một loài tò vò trong họ Ichneumonidae.